# Bastion Grobbendonck
Bastion Grobbendonck was een bastion in 's-Hertogenbosch, dat onderdeel was van de vestingwerken van die stad. Het bastion is genoemd naar zijn bouwheer, Anthonie Schetz, van 1589 tot 1629 militair gouverneur in Spaanse dienst van 's-Hertogenbosch, vanaf 1637 graaf van Grobbendonk.
Op advies van een aantal ingenieurs liet militair gouverneur Anthonie Schets een negental bastions bouwen. Hij liet dit bastion als eerste bouwen, wat niet verwonderlijk was; de noordoosthoek van de vestingwerken was het meest kwetsbaar. In 1614 was het bastion gereed.
Als gevolg van de capitulatie in 1629 veranderde de naam van het bastion. Het bastion ging toen verder onder de naam Bastion Oliemolen, naar de oliemolen die hier heeft gestaan. Het bastion was ook bekend onder de naam Bastion bij de Boom, vernoemd naar de Boompoort die vlak bij het bastion stond. Op dit punt komen tegenwoordig de Aa, de Dommel en de Zuid-Willemsvaart samen om tezamen verder te vloeien als Dieze richting de Ertveldplas.
Het bastion is in 1890 grotendeels gesloopt bij de kanalisatie van de Dommel. In het Singeltalud is nog een flank van het bastion terug te vinden. Het was de aanzet van de zuidelijke flank van het bastion. Verder herinnert niets meer aan het bastion. De huidige Oliemolenbrug loopt over de as van het vroegere bastion, dat geheel vergraven is, door de verlenging van de Singel.